# Fissidens protonematicola
Fissidens protonematicola là một loài Rêu trong họ Fissidentaceae. Loài này được Sakurai mô tả khoa học đầu tiên năm 1933.